# Барская городская община
Барская городская община (укр. Барська міська територіальна громада) — территориальная община на Украине, в Жмеринском районе Винницкой области. Административный центр — город Бар.
Площадь 35,05 км², население — 16 697 жителей (2018).

## История
Образована 7 сентября 2016 путем объединения Барского городского совета и Антоновского сельского совета Барского района.
12 июня 2020 года Барская городская община образована в составе Барского городского совета и Антоновского, Балковского, Войнашевского, Гаевского, Гермаковского, Гуловского, Мальчевского, Журавловского, Ивановецкого, Комаровского, Кузьминецкого, Луко-Барского, Мигаливецкого, Митковского, Подлесноялтушковского, Терешковского, Ходацкого, Чемерисского, Ялтушковского сельских советов Барского района.

## Населенные пункты
В состав общины входят 1 город (Бар), являющийся административным центром, 6 поселков (Бар, Дибровка, Ивановецкое, Котова, Лугово, Слобода) и 63 села: Адамовка, Антоновка, Балки, Беличин, Борщи, Бригидовка, Буцни, Васютинцы, Гаевое, Гармаки, Глинянка, Голубовка, Горяны, Гули, Журавлевка, Заможное, Затоки, Зоряное, Ивановцы, Йосипоцы, Каноницкое, Квитка, Кияновка, Козаровка, Колосовка, Комаров, Мальчевцы, Мартыновка, Матейков, Мигалевцы, Мирное, Митки, Межлесье, Мурашка, Окладное, Павловка, Пилипы, Ялтушков, Пляцына, Регентовка, Семенки, Сеферовка, Слобода-Ялтушковская, Стасюки, Степанки, Терешки, Трудолюбовка, Ходаки, Чемерисы-Барские, Чемерисское, Черешневое, Шевченко, Шершни, Широкое, Шпирки.